# Olivier Nduhungirehe
Olivier Nduhungirehe est un diplomate et homme politique rwandais né le 13 septembre 1975. Il est ministre des Affaires étrangères du Rwanda depuis 2024.
Membre du Parti social-démocrate, il a précédemment été secrétaire d'État aux Affaires étrangères, à la Coopération régionale et aux affaires de la CAE de 2017 à 2020, ainsi qu'ambassadeur du Rwanda en Belgique (2015-2017) et aux Pays-Bas (2020-2024). 

## Biographie

### Jeunesse
De son nom complet Olivier Jean Patrick Nduhungirehe, il naît le 13 septembre 1975 dans le district de Huye,. Il est le fils de Jean Chrysostome Nduhungirehe, ancien ministre sous le président Juvénal Habyarimana.
À la suite de la guerre civile et du génocide, durant lequel il perd son petit frère de 17 ans, tué par un soldat du FPR, sa famille part s'exiler en Belgique en tant que réfugiés politiques. Olivier Nduhungirehe y fait ses études, obtenant une licence en droit de l'université catholique de Louvain, ainsi qu'un master en gestion fiscale de la Solvay Brussels School, à l'université libre de Bruxelles. Il finira par être naturalisé belge.
Il revient au Rwanda quelques années après la fin de ses études et commence une carrière de fonctionnaire, travaillant notamment en tant qu'assistant dans les ministères rwandais de l'industrie et de l'agriculture.

### Carrière diplomatique
Au milieu des années 2000, Olivier Nduhungirehe commence une carrière dans la diplomatie. De 2007 à 2010, il devient notamment Premier conseiller au sein de l'ambassade du Rwanda en Éthiopie ainsi qu'à la Mission permanente du Rwanda auprès de l'Union africaine à Addis-Abeba. De 2010 à 2015, il rejoint la représentation rwandaise auprès de l'ONU, où il finit par occuper le poste de Représentant permanent adjoint, deuxième fonction la plus importante de la délégation,.
À partir de décembre 2015, il devient ambassadeur du Rwanda en Belgique, où il succède à Robert Masozera. Il reste à ce poste jusqu'en septembre 2017, date où il rejoint le gouvernement.
En 2020, il est nommé ambassadeur du Rwanda aux Pays-Bas, ayant également juridiction auprès des Pays baltes et de diverses organisations internationales (l'OIAC, la CIJ, etc.) ,.

### Carrière politique
Olivier Nduhungirehe rejoint le Parti social-démocrate, deuxième parti le plus important du pays, dont il devient le vice-président au cours des années 2010. Pendant ces années, il se fait connaître du grand public à travers les réseaux sociaux et les forums de discussion en ligne, où il défend régulièrement le régime de Paul Kagame.
En septembre 2017, il rejoint pour la première fois le gouvernement en étant nommé secrétaire d'État aux Affaires étrangères, à la Coopération régionale et aux affaires de la CAE. Il reste à ce poste jusqu'en 2020, année où il est nommé ambassadeur aux Pays-Bas.

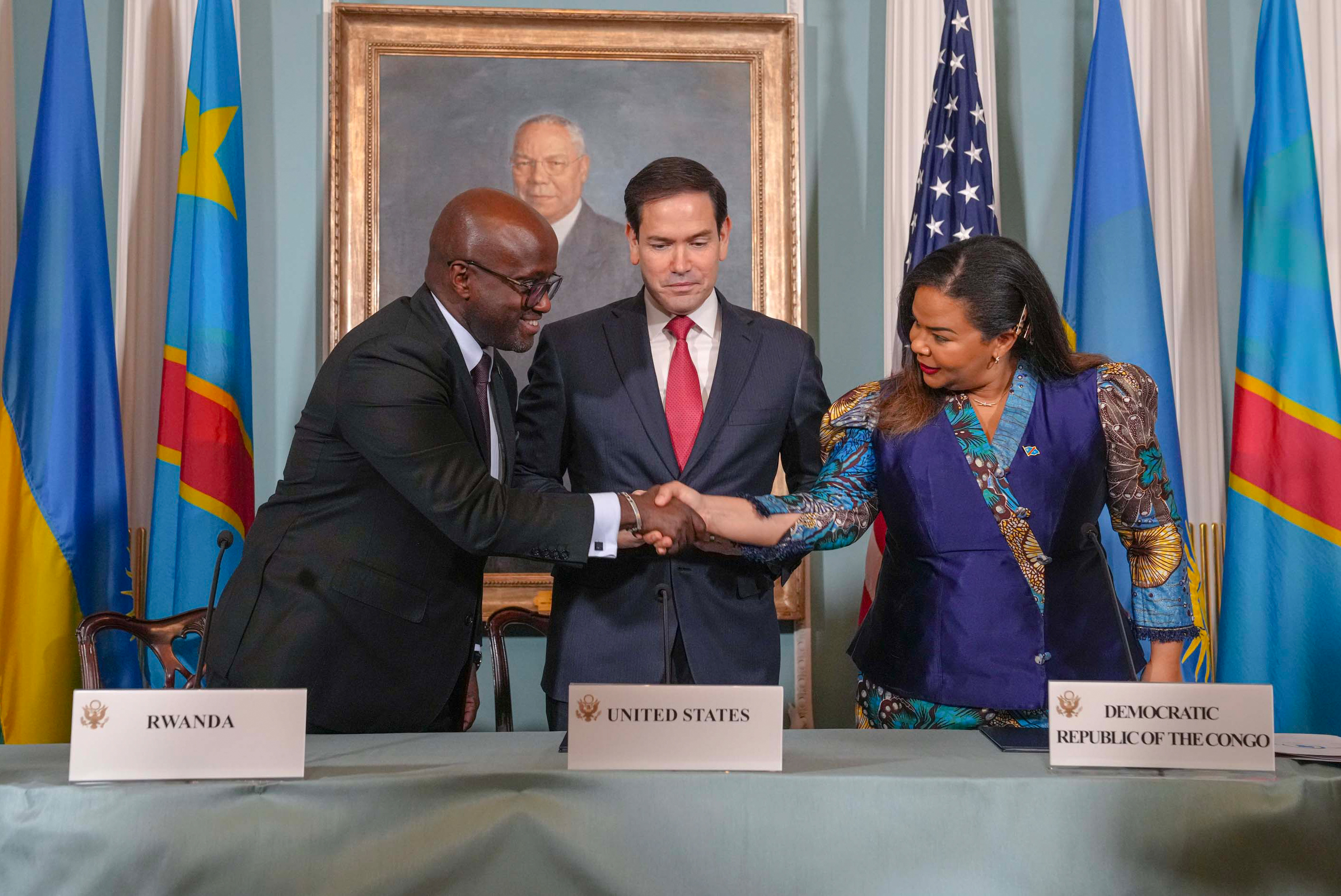
Olivier Nduhungirehe lors de la signature de l'accord de paix avec le Congo en juin 2025, avec Thérèse Kayikwamba Wagner et Marco Rubio.

Il revient au sein du gouvernement en juin 2024, étant nommé ministre des Affaires étrangères. À ce poste, il s'illustre notamment par la signature officielle à Washington d'un accord de paix entre la République démocratique du Congo et le Rwanda sous l'égide des États-Unis en juin 2025, aux côtés de son homologue congolaise Thérèse Kayikwamba Wagner et de Marco Rubio, secrétaire d’État américain.

## Vie personnelle
Olivier Nduhungirehe est marié et a deux enfants.
Il parle couramment français, anglais et le kinyarwanda.